# Балдуин I
Вижте пояснителната страница за други личности с името Балдуин.
Балдуин (на латински: Balduinus I, на френски: Baudouin I, на нидерландски: Boudewijn I) от 1194 до 1205 г. граф Фландърски, от 1195 и от 1204 г. император Константинополски.

## Произход и ранни години
Той е най-възрастният син на граф Балдуин V Хенегауски и Маргарита I Елзаска, сестра и наследница на граф Филип I от Фландрия.
На 6 януари 1186 г. Балдуин се жени за Мария Шампанска. След смъртта на майка си (15 ноември 1194 г.) става граф на Фландрия, а след смъртта на баща си (17 декември 1195 г.) наследява и Графство Хенегау.

## Управление
Първите години на управлението му преминават в непрекъснати борби с неговия феодален сеньор, френският крал Филип II, който няколко години преди това (1191 г.) слага ръка на южната част на Фландрия (Артоа). Балдуин търси подкрепа предимно от Хайнрих IV император на Свещената римска империя и английския крал Ричард Лъвското сърце. При Перонския мир (1199 г.) Филип ІІ Август е принуден да върне една част от Южна Фландрия. Същата година Балдуин и неговата съпруга дават в църквата на Свети Донатус в Брюге кръстоносна клетва. И така Балдуин напуска на 14 април 1202 г. своето графство, за да се присъедини към Четвъртия кръстоносен поход (1202 – 1204 г.), който по подбуда на Венеция няма за цел спасяване на Светата земя, а превземане столицата на Византия – Константинопол. По време на неговото отсъствие съпругата му Мария Шампанска получава регентството над Фландрия и Хенегау.
След като кръстоносците превземат Константинопол и детронират Алексий V Дука Мурзуфул, Балдуин е обявен на 9 май 1204 г. за първи латински император на Константинопол. На 16 май той е коронясан в църквата Света София. Заедно с папа Инокентий III Балдуин се стреми да унищожи Голямата схизма.
Като император Балдуин не успява да направи много, тъй като още през април 1205 година той пада в плен на българския цар Калоян в битката при Адрианопол и е затворен в близката българска крепост Букелон при днешното село Маточина, а после отведен в столицата Търново. Тъй като от този момент нататък следите му се губят, графствата Фландрия и Хенегау са наследени от неговата малолетна дъщеря Йохана. Неговата жена, която междувременно го последва, умира в Акра през пролетта на 1204 г.
На трона в Константинопол го наследява като император брат му Хенри /Анри/.

## Предание
Според местното предание в Търновград, столица на Втората българска държава, Балдуин е затворен в една кула на стените на крепостта Царевец – наричана оттогава Балдуинова кула. Тази кула е възстановена и може да бъде посещавана. Преданието разказва още, че Балдуин отхвърля ухажванията на българската царица, която веднага го обвинява в опит за изнасилване и той е ослепен с нажежен шиш, а след това е хвърлен от т.нар. „лобна скала“ в пропастта, на дъното на която тече река Янтра.
Двадесет години по-късно във Фландрия се появява отшелник, който твърди, че е изгубеният Балдуин. Независимо от това, че успява да събере няколко последователи около себе си, той е екзекутиран като предател и самозванец.

## Деца
Балдиун и Мария Шампанска имат две дъщери:
- Йохана Константинополска (* 1200, † 5 декември 1244), графиня на Фландрия и Хенегау
- Маргарета II (* 2 юни 1202, † 10 февруари 1280), графиня на Фландрия и Хенегау.